# Halowe Mistrzostwa Europy w Lekkoatletyce 1987 – skok w dal mężczyzn
Skok w dal mężczyzn – jedna z konkurencji technicznych rozgrywanych podczas halowych lekkoatletycznych mistrzostw Europy w  hali Stade couvert régional w Liévin. Rozegrano od razu finał 21 lutego 1987. Zwyciężył reprezentant Związku Radzieckiego Robert Emmijan, który tym samym obronił tytuł zdobyty na poprzednich mistrzostwach.

## Rezultaty

### Finał
Wystąpiło 16 skoczków.

Opracowano na podstawie materiału źródłowego.
| Miejsce | Zawodnik              | Wynik | Uwagi |
| ------- | --------------------- | ----- | ----- |
| 1       | Robert Emmijan        | 8,49  | ,     |
| 2       | Giovanni Evangelisti  | 8,26  | NR    |
| 3       | Christian Thomas      | 8,12  |       |
| 4       | László Szalma         | 8,07  |       |
| 5       | Norbert Brige         | 8,05  |       |
| 6       | Jarmo Kärnä           | 7,95  |       |
| 7       | Ron Beer              | 7,87  |       |
| 8       | Dimitrios Chadzopulos | 7,85  |       |
| 9       | Serhij Łajewski       | 7,82  |       |
| 10      | Franck Lestage        | 7,69  |       |
| 11      | Jeroen Fischer        | 7,62  |       |
| 12      | Emiel Mellaard        | 7,62  |       |
| 13      | Róbert Széli          | 7,58  |       |
| 14      | Joachim Assenmacher   | 7,52  |       |
| 15      | Thierry Delrieu       | 7,41  |       |
| 16      | Michael Rodostenus    | 7,25  |       |